# Jamelia
Jamelia Niela Davis, conhecida pelo seu nome artístico Jamelia (Handsworth, Birmingham, Reino Unido, 11 de janeiro de 1981), é uma cantora de R&B e pop, compositora, atriz e personalidade televisiva britânica. 
A carreira musical de Jamelia começou em 1999, quando ela lançou o single "So High". A nível internacional, Jamelia é conhecida principalmente pelo single "Superstar", lançado em setembro de 2003. "Superstar" é uma cover da canção com o mesmo nome da cantora dinamarquesa Christine Milton, lançada em janeiro do mesmo ano. O último single de Jamelia em nome próprio, "No More", foi lançado em 2007.
Jamelia lançou três álbuns de estúdio com canções originais. Os três atingiram o top 40 no seu país nativo. Jamelia teve ainda oito singles que alcançaram o top 10. É vencedora de quatro MOBO Awards, um Q Award e recebeu nove nomeações para o BRIT Award. Em 2004 - e apesar de já em 2000 o videoclipe do seu single "Money" passar na MTV Europe -, Jamelia foi nomeada para um MTV EMA de Best New Act (Melhor Artista Revelação), tendo também conseguido uma indicação na categoria de Melhor Artista Britânico ou Irlandês.
Desde 2013 que a carreira de Jamelia se concentra principalmente em trabalhos televisivos,

## Discografia

### Álbuns de estúdio
- 2000: Drama
- 2003: Thank You
- 2006: Walk with Me

### Álbuns de compilação
- 2007: Superstar - The Hits
- 2009: Jamelia - The Collection

### Álbuns de vídeo
- 2004: Thank You – Live
- 2004: DJ
- 2006: Something about You
- 2006: Beware of the Dog